# 帝塚山大学附属博物館
帝塚山大学附属博物館（てづかやまだいがくふぞくはくぶつかん）は、奈良県内の大学では2番目となる博物館相当施設であり、帝塚山大学考古学研究所が収集した東アジアで出土した瓦を中心とした、考古・民俗・美術史資料の保管、展示公開のほか、学芸員課程を学ぶ学生たちが企画した展示会など様々な企画展示を行なっている。また、帝塚山大学考古学研究所と連携して公開講座の開催や学術調査発掘などの活動を行なっている。西上昇収集の瓦類や法隆寺長老高田良信の古代アジアの瓦や青銅器資料といった貴重な資料の寄贈を受けている。

## 沿革
1981年9月に帝塚山大学考古学資料館が開設され、その後2004年1月に奈良教育委員会より「博物館相当施設」として指定を受け、帝塚山大学附属博物館として開設された。

## 施設
- 入館料: 無料。
- 休館日: 日曜日・祝祭日・創立記念日(5月6日)・定期試験日・帝塚山大学休校日。また大学祭・大学行事・その他展示などにより休館日が変更になる場合がある。
- 一般の見学も可能。